# Imbé de Minas
Imbé de Minas é um município brasileiro do estado de Minas Gerais, localizado no Vale do Rio Doce.

## Etimologia
O topônimo Imbé é o nome de uma planta conhecida como Cipó-Imbé, Guaimbé e Banana-Imbé.

## História
A região onde atualmente se encontra o município de Imbé de Minas foi desbravada pelas famílias de Manoel Joaquim Teodoro, Joaquim Valério, Luiz Carvalho Veríssimo, Augusto da Silva e outros, responsáveis pela fundação da vila “Patrimônio das Umbaúbas” no território da fazenda pertencente a Joaquim Camilo. A partir dessa vila inicial, e após 1889, os habitantes realizaram a abertura das matas, construíram um cemitério, uma capela e uma escola. Anos depois uma nova igreja seria fundada, em homenagem a Senhora Santana.
Em 1995, através da Lei Estadual nº 12.030 de 21 de dezembro, o distrito foi emancipado de Caratinga e rebatizado, enquanto município, para Imbé de Minas.

## Símbolos municipais

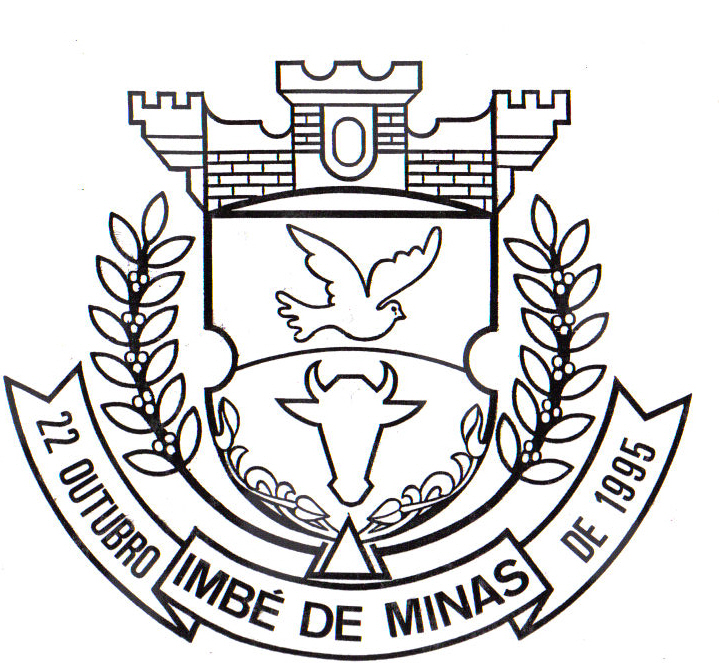
Brasão de Imbé de Minas

Bandeira do município, o Brasão e o Hino Municipal . A bandeira e o Brasão foram criados pelo artista caratinguense Célio Hott e oficializado em 1997 pelo então prefeito. o Hino Municipal é de autoria das professoras Maria Lucia Prata Nascimento e Márcia Angelita Werneck, que compuseram respectivamente letra e música. Foi oficializado em 16 de setembro de 1999, pelo então prefeito Antônio Gomes Peixoto.